# Harold Mrazek
Harold Mrazek surnommé le Mozart du basket suisse, "le Divin chauve" ou "la Gâchette", né le 17 avril 1973 à Fribourg (Suisse), est un ancien joueur de basket-ball de nationalité suisse qui avec ses 192 cm évoluait au poste d'arrière mais pouvait aussi jouer meneur.

## Carrière
Après avoir remporté de nombreux titres en Suisse, Harold Mrazek atteint le haut-niveau européen en rejoignant le club l'ASVEL Villeurbanne. Avec celui-ci, il remporte le championnat de France lors de la saison 2001-2002, trophée qui se refusait au club depuis 19 ans. Après cinq saisons et plus de 60 matches d'Euroligue, Harold Mrazek quitte l'ASVEL pour retourner en Suisse, dans son ancien club du Fribourg Olympic. Ce dernier club a réussi à le convaincre en lui proposant une reconversion professionnelle au sein d'un établissement bancaire alliée à la pratique du basket.
Fribourg Olympic, qui n'avait plus gagné de trophée depuis 1999, saison qui avait alors été la dernière de Mrazek au club, renoue avec le succès. Pendant ses deux saisons passées au club, celui-ci remporte deux titres de champion de Suisse, en 2007 et 2008, une coupe de Suisse, en 2007, et deux coupes de la Ligue en 2007 et 2008.
À 35 ans, en travaillant quasiment à plein temps, Harold Mrazek démontre qu'il conserve encore de beaux restes. Il est ainsi le leader de son équipe aux points, avec une moyenne de 12,7, et à l'évaluation, 14,7, lors des 10 matches de playoff conduisant au titre 2007-2008.
Le 24 mai 2008, devant son public, Harold Mrazek termine sa carrière de basketteur.
Durant de très nombreuses années, il fut l'unique porte-drapeau du basket-ball suisse jusqu'à l'avènement de Thabo Sefolosha en National Basketball Association (NBA).

## Clubs
- 1989-1990 : Villars (1re Ligue) : Promotion en LNB, vice-champion suisse junior
- 1990-1991 : Villars (LNB)

- 1991-1992 : Fribourg Olympic (LNA) : Champion suisse
- 1992-1993 : Fribourg Olympic (LNA)
- 1993-1994 : Bellinzona (LNA) : Champion suisse, vainqueur de la Coupe de Suisse
- 1994-1995 : Bellinzona (LNA) : Champion suisse, vainqueur de la Coupe de Suisse
- 1995-1996 : Bellinzona (LNA) : Vainqueur de la Coupe de Suisse

- 1996-1997 : Fribourg Olympic (LNA) : Champion suisse, vainqueur de la Coupe de Suisse
- 1997-1998 : Fribourg Olympic (LNA) : Champion suisse, vainqueur de la Coupe de Suisse

- 1998-1999 : Fribourg Olympic (LNA) : Champion suisse

- 1999-2000 : BC Lugano Snakes (LNA) : Champion suisse
- 2000-2001 : BC Lugano Snakes (LNA) : Champion suisse, vainqueur de la Coupe de Suisse, part. à l'Euroleague ULEB
- 2001-2002 : ASVEL Villeurbanne Pro A : Champion de France, finaliste de la coupe de France, part. à l'Euroleague
- 2002-2003 : ASVEL Villeurbanne Pro A : Vice-champion de France, participation au TOP-16 de l'Euroleague
- 2003-2004 : ASVEL Villeurbanne Pro A : participation à l'Euroleague
- 2004-2005 : ASVEL Villeurbanne Pro A : participation à l'Euroleague
- 2005-2006 : ASVEL Villeurbanne Pro A : participation à la Coupe ULEB
- 2006-2007 : Fribourg Olympic (LNA) : Champion suisse, vainqueur de la Coupe de Suisse, vainqueur de la Coupe de la Ligue

- 2007-2008 : Fribourg Olympic (LNA) : Champion suisse, vainqueur de la Coupe de la Ligue, participation à la Coupe ULEB

## Palmarès
- Membre de l’Équipe Nationale Suisse de 1993 à 2003
- Champion Suisse en 1992, 1994, 1995, 1997, 1998, 1999, 2000, 2001, 2007 et 2008
- Vainqueur de la Coupe de Suisse en 1994, 1995, 1996, 1997, 1998, 2001 et 2007
- Vainqueur de la Coupe de la Ligue en 2007 et 2008
- Champion de France en 2002
- Vice champion de France en 2003

## Distinction personnelle
- Élu meilleur défenseur de l'équipe de l'ASVEL 2001-2002, championne de France
- Capitaine de l'ASVEL durant 2 saisons
- Meilleur tireur à 3 points lors du championnat de France 2002-2003 avec 64/120 soit 53,3 %
- Meilleur tireur à 3 points lors de l'Euroligue 2003-2004 avec 25/44 soit 56,8 %[1].
- Meilleur tireur aux lancers-francs avec 100,0 % de réussite lors de l'Euroligue 2001-2002[2].
- 2e meilleur tireur aux lancers-francs avec 93,7 % derrière Šarūnas Jasikevičius 94,4 % lors de l'Euroligue 2002-2003[3].
- Plusieurs participations au concours de tirs à 3 points au All-Star Game français.
- Participation au match exhibition ASVEL - San Antonio Spurs (Champion NBA) à Lyon. À cette occasion, il fait ses adieux au public et à l'équipe lyonnaise. Ses statistiques : 13 min, 0/2 au tir, 1 passe et 4 rebonds.